# Rametsried
Rametsried ist ein Gemeindeteil des Marktes Altomünster im oberbayerischen Landkreis Dachau. Am 1. Mai 1978 kam die Einöde Rametsried als Gemeindeteil von Hohenzell zu Altomünster.

## Geschichte
Rametsried wird das erste Mal als „Reimpoldisreich“ überliefert, als Eberhard von „Mutrichingen“ 1210 zwei Halbhöfe dem Kloster Indersdorf schenkte.